# Lúzsok, Baranya
Lúzsok este un sat în districtul Sellye, județul Baranya, Ungaria, având o populație de 250 de locuitori (2011). 

## Demografie
Componența etnică a satului Lúzsok
     Maghiari (88,61%)
     Romi (11,39%)
Componența confesională a satului Lúzsok
     Romano-catolici (53,6%)
     Fără religie (20%)
     Reformați (10,8%)
     Necunoscută (15,6%)
Conform recensământului din 2011, satul Lúzsok avea 250 de locuitori. Din punct de vedere etnic, majoritatea locuitorilor (88,61%) erau maghiari, cu o minoritate de romi (11,39%).  Din punct de vedere confesional, majoritatea locuitorilor (53,6%) erau romano-catolici, existând și minorități de persoane fără religie (20,0%) și reformați (10,8%). Pentru 15,6% din locuitori nu este cunoscută apartenența confesională.